# アフリカの旗一覧
アフリカの旗一覧(アフリカのはたいちらん)は、アフリカの、国家、国際機関の旗の一覧である。

アフリカの国旗

## 国際機関

アラブ・マグレブ連合の旗
フランコフォニー国際機関の旗
東アフリカ共同体の旗
南部アフリカ開発共同体の旗
石油輸出国機構の旗(OPECの旗)
汎アフリカ旗
アフリカ連合の旗

## 東アフリカ

イギリス領インド洋地域の旗
ジブチの国旗
エリトリアの国旗
エチオピアの国旗
ケニアの国旗
フランス領マヨットの非公式な旗
レユニオンの旗
セーシェルの国旗
ソマリアの国旗
ソマリランドの国旗
タンザニアの国旗
ウガンダの国旗
ザンジバルの旗

## 中部アフリカ

カメルーンの国旗
中央アフリカの国旗
チャドの国旗
コンゴ民主共和国の国旗
コンゴ共和国の国旗
赤道ギニアの国旗
ガボンの国旗
サントメ・プリンシペの国旗
ブルンジの国旗
ルワンダの国旗

## 北アフリカ

アルジェリアの国旗
スペイン領カナリア諸島の旗
スペイン領セウタの旗
エジプトの国旗
リビアの国旗
スペイン領メリリャの旗
モロッコの国旗
スーダンの国旗
チュニジアの国旗
西サハラの国旗
南スーダンの国旗

## 南アフリカ

アンゴラの国旗
コモロの国旗
ザンビアの国旗
ジンバブエの国旗
ボツワナの国旗
マダガスカルの国旗
マラウイの国旗
レソトの国旗
ナミビアの国旗
南アフリカの国旗
モーリシャスの国旗
モザンビークの国旗
エスワティニの国旗

## 西アフリカ

イギリス領アセンション島の国旗
ベナンの国旗
ブルキナファソの国旗
カーボベルデの国旗
コートジボワールの国旗
ガンビアの国旗
ガーナの国旗
ギニアの国 旗
ギニアビサウの国旗
リベリアの国旗
マリ共和国の国旗
モーリタニアの国旗
ニジェールの国旗
ナイジェリアの国旗
イギリス領セントヘレナの旗
セネガルの国旗
シエラレオネの国旗
トーゴの国旗
イギリス領トリスタン・ダ・クーニャの旗

## 過去に存在した国家

ビアフラ共和国の国旗
ベニン共和国の国旗
リーフ共和国の国旗
カタンガ国の国旗

### バントゥースタン（ホームランド）

ボプタツワナの国旗
シスカイの国旗
トランスカイの国旗
ヴェンダの国旗
ガザンクルの旗
クワンデベレの旗
クワズールーの旗
レボワの旗
クワクワの旗